# 丁基
在有机化学中，丁基（英語：Butyl group）是一种含四个碳的烷基自由基或官能团，具有通用化学式-C4H9，从两个丁烷异构体中的任意一个衍生而来。
异构体正丁烷（即直链烷烃）中的两个端基碳原子或中间的两个碳原子可连接其他基团，得到两种“丁基”基团：
- 正丁基或n-丁基：CH3–CH2–CH2–CH2– （系统命名：丁基）
- 或sec-丁基：CH3–CH2–CH(CH3)– （系统命名：1-甲基丙基）

第二种异构体异丁基，即丁烷的支链烷烃异构体，它的中心三级碳原子或者三个一级碳原子可以分别连接其他基团，得到另两种“丁基”基团：
- 异丁基: (CH3)2CH–CH2– （系统命名：2-甲基丙基）
- 、tert-丁基（也译“特丁基”）或t-丁基: (CH3)3C– （系统命名：1,1-二甲基乙基）

注：丁基的第二、三异构在台湾一般直接按数字命名，在中国大陆则是以“伯仲叔季”称呼。

## 命名法
| 键线式 | 俗名   | IUPAC名    | 系統標準名     |
| ------ | ------ | ---------- | -------------- |
|        | 正丁基 | 丁基       | 丁基           |
|        | 异丁基 | 2-甲基丙基 | 2-甲基丙基     |
|        |        | 丁-2-基    | 1-甲基丙基     |
|        |        |            | 1,1-二甲基乙基 |

其中丁基是俗名当中最广泛的称谓，而可以适用于所有的异构体。

## 举例
以下是“乙酸丁酯”的异构体：
| butyl acetate | isobutyl acetate | sec-butyl acetate | tert-butyl acetate |
| 乙酸正丁酯    | 乙酸异丁酯       | 乙酸仲丁酯        | 乙酸叔丁酯         |

## 叔丁基效应
叔丁基取代基是一种位阻很大的基团，常与其他大位阻基团一起用于化学合成中的动力学稳定，如相关的三甲基硅基基团。叔丁基对于化学反应进程施加的影响称为：“叔丁基效应”。该效应通过狄尔斯－阿尔德反应演绎如下：叔丁基取代基的反应速率比起氢原子作为取代基提高了240倍。